# Kim Ki-tae
Kim Ki-tae, född den 23 maj 1969 i Gwangju, är en sydkoreansk före detta basebollspelare som tog brons för Sydkorea vid olympiska sommarspelen 2000 i Sydney.